# Marc Brafman
Marc Henri Brafman, także Marek Henryk Brafman (ur. 7 marca 1920 w Łodzi, zm. 18 grudnia 2008 w Lyonie) – polski działacz francuskiego ruchu oporu żydowskiego pochodzenia, chemik.

## Życiorys
Brafman urodził się i wychowywał w Łodzi. Jego ojciec był fabrykantem posiadającym Tkalnię Wyrobów Dekoracyjnych, zatrudniającym 15 tkaczy, a jego matka była księgową. Brafman uczył się w Szkole Zgromadzenia Kupców w Łodzi. Ze względu na ograniczenia związane z pochodzeniem nie podjął dalszych studiów w Polsce, lecz postanowił wyjechać do Francji.
W 1936 r. wyjechał z Łodzi na studia chemiczne do Montpelier, a następnie do Paryża na Sorbonę, gdzie również studiował chemię. W wyniku wybuchu II wojny światowej i prześladowań Żydów, Brafman uciekł z Paryża. Pochwycony w 1941 r. i internowany w Pithiviers, został wysłany transportem kolejowym do KL Dachau, z którego uciekł i przedostał się to Tuluzy. Tam wstąpił do 35. Brygady „Marcel Langer” podlegającej pod Francs-tireurs et partisans – Main d’oeuvre immigrée (FTP-MOI), składającej się głównie z obcokrajowców. W ramach służby jego grupa angażowała się w działania wywiadowcze oraz sabotażowe (wysadzanie fabryk, wykolejanie pociągów, wysadzanie sieci transformatorowych, napady na banki, likwidowanie kolaborantów i gestapowców). W 1944 r. Brafman został dowódcą swojego oddziału w stopniu pułkownika. W tym samym roku został schwytany przez Niemców i osadzony oraz torturowany w więzieniu Saint-Michel w Tuluzie. Nie przyznał się do podziemnej działalności, lecz i tak trafił do obozu w Dachau, w którym doczekał końca wojny. Rodzina Brafmana została osadzona w getcie w Piotrkowie, a później zginęła w Treblince.
Po wojnie dokończył studia na Sorbonie i podjął pracę w Instytucie Badań Lotniczych w Paryżu (1946–1949), Po spotkaniu ze szkolnym kolegą Michałowskim w ambasadzie polskiej w Paryżu, wyjechał z paszportem konsularnym do Polski, poszukując swojej rodziny. O jego wizycie dowiedział się Urząd Bezpieczeństwa i oskarżył go o szpiegostwo. Osadzony w więzieniu dostał ultimatum – będzie mógł je opuścić pod warunkiem pracy w Polsce w swoim zawodzie, ze względu na deficyt wykształconych kadr. Brafman pozostał więc w Polsce, gdzie pracował kolejno w Centralnym Laboratorium Przemysłu Metali Nieżelaznych (1949–1951), Hucie Aluminium w Skawinie (1951–1954), następnie został dyrektorem Zakładu Surowców Hutniczych w Górce Narodowej koło Chrzanowa (1955–1957) oraz Instytutu Metali Lekkich i Rzadkich (1958). W latach 1959–1960 był pracownikiem Zakładu Badawczo-Doświadczalnego Zakładów Cynkowych w Trzebini. W latach 1960–1968 był pracownikiem naukowym Zakładu XVI Instytutu Badań Jądrowych, gdzie został profesorem i kierownikiem laboratorium. W latach 1966–1968 miał zakaz wyjazdu z Polski. W marcu 1968 r. został usunięty z IBJ. Wraz z żoną wyjechał do Wiednia, a następnie do Francji, gdzie podjął pracę w koncernie naftowym.
W latach 50. i 60. był inwigilowany z uwagi na podejrzenie o kontakty z wywiadem francuskim, a w latach 1973–1979 figurował w indeksie osób niepożądanych w PRL.
W latach 1949–1957 był członkiem Francuskiej Partii Komunistycznej oraz Polskiej Zjednoczonej Partii Robotniczej.

### Życie prywatne
Brafman czuł się Polakiem, był związany z Polską, nie znał języka hebrajskiego i w ciągu swojego życia nie chciał wyjechać do Izraela. Ożenił się z polską lwowianką wyznania katolickiego.

## Odznaczenia
- Kawaler Narodowego Orderu Legii Honorowej (8 maja 1987)[6][1],
- Oficer Narodowego Orderu Legii Honorowej (29 kwietnia 1992)[8][1].

## Upamiętnienie
Historia Marca Brafmana została przedstawiona w filmie Michała Fajbusiewicza pt. „Oficer Legii Honorowej” (1993)